# Безробіття в Іспанії
Безробіття в Іспанії - це традиційно одна із найгостріших проблем економіки країни. Хоча відносно високий рівень безробіття є слабкою стороною більшості капіталістично орієнтованих економік, але ряд специфічних чинників культурно-економічного характеру роблять ситуацію в Іспанії найбільш екстремальною, навіть у порівнянні з рядом схожих за структурою і культурою капіталістичних економік регіону (Італії, Португалії та Франції).
В кінці ХХ - початку XXI століття масове безробіття, особливо серед молоді, перетворилося в найбільшу проблему іспанського суспільства, випереджаючи навіть загрозу терористичних атак. Хоча безробіття в межах країни має яскраво виражену географічну складову (на півночі вона нижче ніж на півдні), її загальний рівень все одно є одним з найвищих в Європейському союзі, не опускаючись навіть в роки бурхливого зростання економіки нижче 8-10%. Боротьба з безробіттям впирається в проблему - надлишок некваліфікованих і недолік підготовлених кадрів (з 5,3 млн безробітних 1,7 млн не мають ніякої підготовки).

## Статистика

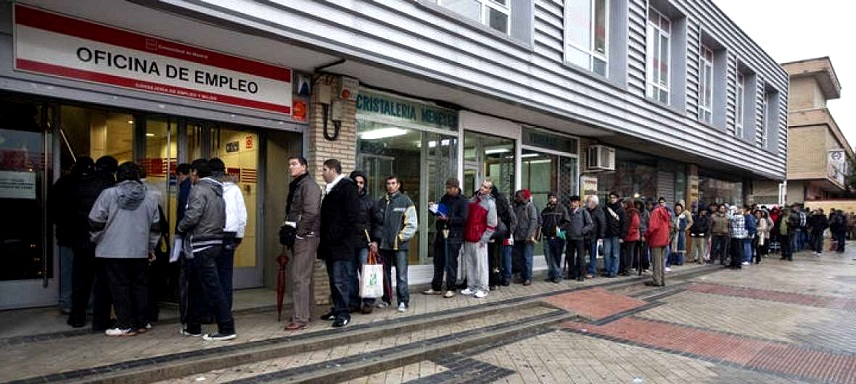
У січні 2016 року безробіття в Іспанії зросло майже на 60 тисяч осіб.

Енергетична криза 1973 року вдарила по Іспанії, через її залежності від інших країн, дуже сильно, і в 1975 році безробіття зросло до 21%.
В 1980-х в Іспанії знову почався економічний підйом. Однак в цьому випадку зростання виробництва супроводжувалося високим безробіттям - до 22% працездатного населення.
Рівень безробіття в країні збільшується безперервно з 2007 року. У 2006-2007 рр., незважаючи на високі темпи зростання зайнятості, рівень безробіття скоротився незначно і склав 8,1% (друге місце серед європейських країн, поступаючись лише Словаччині); за перші ж три місяці 2008 року рівень зріс до 9,6%, досягнувши максимуму за 3 роки по країні і друге місце серед країн Європи. Особливе побоювання представляє будівельна промисловість, де найбільше число безробітних. Невтішні дані і по іншим, раніше високорозвиненим, галузям. 
У першому кварталі 2009 року безробіття становило 16,5% (експерти припускали, що за рік виросте до 10% ); загальне число безробітних перевищило 3,3 млн осіб.
У листопаді 2012 року досяг 26,2%.
Абсолютним рекордом став перший квартал 2013 року з показником 27,16% . Це є абсолютним рекордом за всю історію обліку показника в країні і в Європі в цілому. Попередній пік безробіття в Іспанії був зареєстрований в 1994 році, коли він становив 24,1%.